# 시칠리아하마
시칠리아하마(학명: Hippopotamus pentlandi)는 플라이스토세 중-말기에 걸쳐 시칠리아섬에 분포했던 멸종한 하마의 한 갈래로, 하마와는 같은 하마과 하마속에 속한다. 섬의 왜소 발육화 현상으로 덩치가 당시 지중해 근역 대륙에 살던 하마보다 20%가량 덩치가 작으나, 왜소화를 겪은 하마 종류 가운데서는 최대종이다. 그 몸무게는 1,100kg에 달했을 것으로 보인다. 시칠리아하마가 분화되어 나온 원종은 당시 유럽 대륙에 분포하던 유럽하마(Hippopotamus antiquus)보다는 현생 하마(Hippopotamus amphibius)가 더 유력하며, 약 250,000-150,000년 전에 분화되어 나온 것으로 보인다.